# Inhangapi
Inhangapi este un oraș în Pará (PA), Brazilia.